# Croix de cimetière de Mézy-Moulins
La croix de cimetière est une croix dans le cimetière autour de l'église de Mézy-Moulins, en France.

## Description

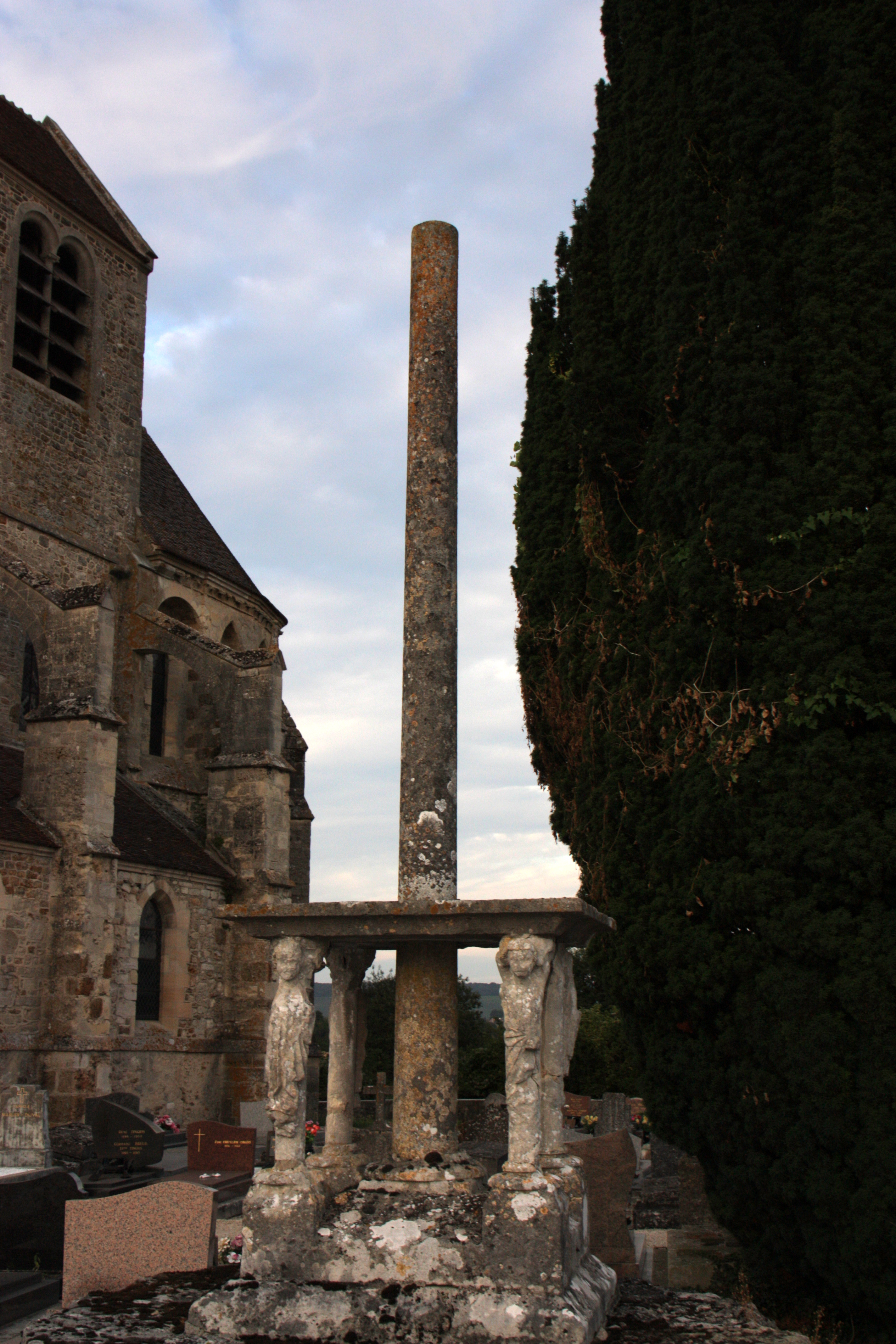
La croix de cimetière de Mézy en 2012.

Elle est formée d'une croix en pierre au sommet d'une colonne, plantée sur une plate-forme supportée par quatre statues, et posée sur un gradin en pierre.
Aujourd'hui, la croix en pierre au sommet a malheureusement disparu, il n'en reste plus que la colonne.

## Localisation
La croix est située sur la commune de Mézy-Moulins, dans le département de l'Aisne.

## Historique
Le monument est classé au titre des monuments historiques en 1906.